# Teofil (biskup Manfalut)
Teofil – duchowny Koptyjskiego Kościoła Ortodoksyjnego, od 2019 biskup Manfalut.

## Życiorys
W 1996 złożył śluby zakonne. Święcenia kapłańskie przyjął w 2003. Sakrę biskupią otrzymał 9 czerwca 2019.